# Liste der Monuments historiques in Ottonville
Die Liste der Monuments historiques in Ottonville führt die Monuments historiques in der französischen Gemeinde Ottonville auf.

## Liste der Objekte
| Bezeichnung      | Beschreibung                                                                     | Standort                     | Kennzeichnung | Schutzstatus | Datum | Bild |
| ---------------- | -------------------------------------------------------------------------------- | ---------------------------- | ------------- | ------------ | ----- | ---- |
| Kelch und Patene | Gold, Silber, vergoldet, und Email, 18. Jahrhundert; aus der Kartause von Rettel | in der Kirche St-Paul (Lage) | PM57000265    | Classé       | 1971  |      |
| Seitenaltäre     | ohne die Skulpturen; Holz, 18. Jahrhundert                                       | in der Kirche St-Paul (Lage) | PM57000921    | Inscrit      | 1996  |      |
| Ziborium         | Goldschmiedearbeit, 1785                                                         | in der Kirche St-Paul (Lage) | PM57000922    | Inscrit      | 1996  |      |
| Monstranz        | Goldschmiedearbeit, zwischen 1798 und 1808                                       | in der Kirche St-Paul (Lage) | PM57000923    | Inscrit      | 1996  |      |